# 金沢町 (神奈川県)
金沢町（かなざわまち）は、1926年（大正15年）1月1日から1936年（昭和11年）10月1日まで存在した神奈川県久良岐郡の町。
本項では前身の金沢村についても述べる。

## 概要
神奈川県久良岐郡南部の町。現在の神奈川県横浜市金沢区の東部にあたる。

## 歴史

### 沿革
- 1889年（明治22年）4月1日 - 町村制の施行により、町屋村、洲崎村、寺前村、谷津村、富岡村、柴村、野島村、泥亀新田が合併して金沢村が成立。
- 1926年（大正15年）1月1日 - 金沢村が町制施行して金沢町となる。
- 1936年（昭和11年）10月1日 - 横浜市に編入。同日金沢町廃止。磯子区の一部となる。
- 1948年（昭和23年）5月15日 - 磯子区の一部が分区して金沢区を新設。旧町域が金沢区となる。

## 経済

### 産業
農業
『大日本篤農家名鑑』によれば金沢村の篤農家は、「轟豊重、武藤繁夫、安田新五兵衛、新倉繁蔵、長島福蔵、粟飯原十五郎、宇野元次郎、石井岩吉、荻原為則、佐野亀次郎」などがいた。金沢富岡で農業を営む人物は「鹿島源右衛門、鹿島源左衛門、吉川清右衛門、吉川清吉」などがいた。

## 交通

### 鉄道路線
- 湘南電気鉄道（現京浜急行電鉄）
  - 本線：湘南富岡駅（現京急富岡駅） - 金沢文庫駅

京浜急行電鉄の能見台駅（旧谷津坂駅）、金沢シーサイドラインは、当時は未開業。

### 道路
- 横須賀街道（現在の国道16号）

## 現在の町名
大川、乙舳町、片吹、金沢町、柴町、洲崎町、泥亀、寺前、富岡西、富岡東、長浜、西柴、能見台、能見台通、能見台東、能見台森、野島町、平潟町、堀口、町屋町、谷津町

## 出身・ゆかりのある人物
- 吉川清右衛門（農業、資産家）